# Nicky Romero

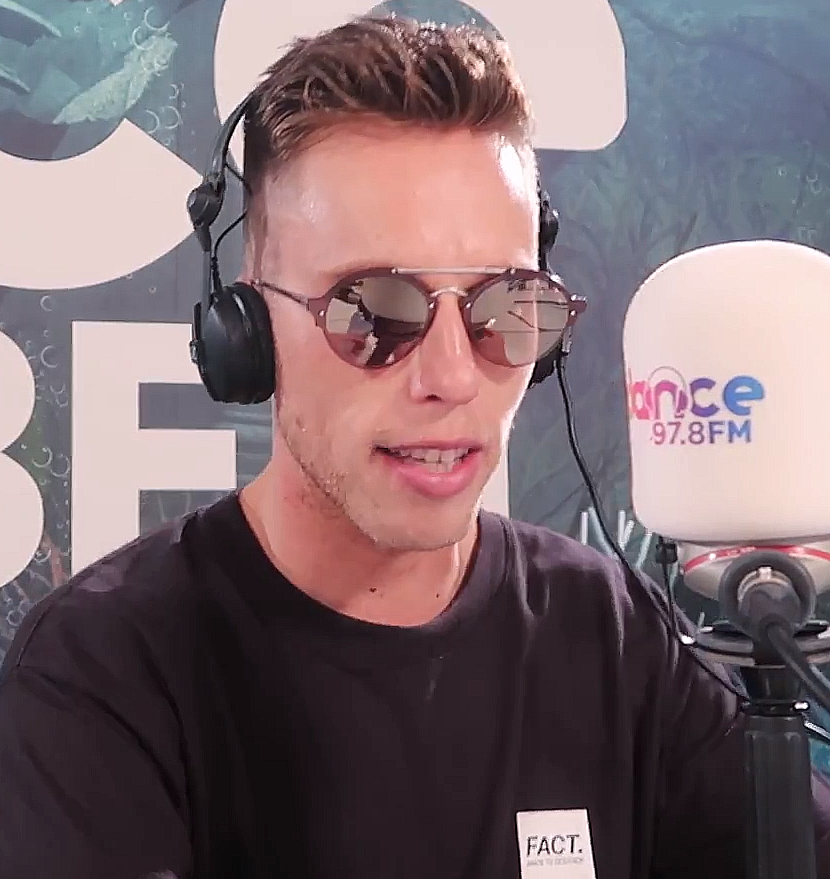
Nicky Romero im Interview mit Dance FM (2018)

Nicky Romero (* 6. Januar 1989 in Amerongen; eigentlich Nick Rotteveel) ist ein niederländischer DJ und Musikproduzent. Er ist überwiegend in den Bereichen des Electro- und Progressive-House aktiv und fasste 2017 zudem im Future-Bass Fuß. Bekanntheit erreichte er 2011 durch seine Zusammenarbeit mit Hardwell an dem Lied Beta sowie seine Solo-Produktion Toulouse. Kommerziell gravierend war das Lied I Could Be the One, das gemeinsam mit Avicii und Noonie Bao entstand.

## Biografie

### Bis 2011: Durchbruch in der EDM-Szene
Nick Rotteveel wurde in Amerongen in den Niederlanden geboren, wo er auch aufwuchs. Später zog er für ein Jahr nach Kingston in Kanada, kehrte aber anschließend in die Niederlande zurück, um seine Ausbildung abzuschließen. Das letzte Semester absolvierte er in Frankreich.
Nachdem er die Schule absolviert hatte, arbeitete er eine Zeit lang als Barkeeper und begann, nebenbei eigene Musik zu produzieren. Das Plattenlabel „Once Records“ wurde daraufhin auf ihn aufmerksam und bot ihm einen Plattenvertrag an. Mit den Singles Privilege und Qwerty erschienen dann seine ersten beiden Veröffentlichungen, gefolgt von Funktion One. Schnell kamen auch Anfragen von Major-Labels wie „Toolroom“ oder „Spinnin’ Records“. Doch nicht nur die Labels äußerten Interesse, sondern auch der französische DJ und Produzent David Guetta meldete sich per E-Mail, um ihm das Angebot zu machen, einen Remix seines Tracks When Love Takes Over zu produzieren. Beide DJs trafen sich auf Ibiza für eine gemeinsame Studiosession. Aus dieser Kollaboration entwickelte sich eine Freundschaft.
Nach dem Erfolg mit seinem Remix gelang Romero dann mit seiner Single My Friend, die über „Spinnin‘ Records“ veröffentlicht wurde, der endgültige Durchbruch in der EDM-Szene. Der Song schaffte es bis auf Platz 4 der Beatport-Charts. 2011 setzte er den Fokus neben seinen eigenen Veröffentlichungen viel mehr auf Remixe. Ergebnisse waren unter anderem Remixe zu Where Them Girls At von David Guetta mit Flo Rida und Nicki Minaj, What A Feeling von Alex Gaudino und Kelly Rowland oder auch zu Dirty Dancer von Enrique Iglesias, Lil Wayne, Usher und Nayer. Neben einer Kollaboration mit den Bingo Players erschien auch eine Produktion mit dem zu dem Zeitpunkt ebenfalls als Nachwuchs-DJ gehandelten Hardwell, die den Titel Beta trägt. Die Nummer erschien überraschenderweise über „Spinnin’“ und entwickelte sich zu einem Erfolg, obwohl Beta gravierende Unterschiede zu anderen Nicky-Romero-Produktionen aufweist.

### 2012: Erste kommerzielle Erfolge
Im Frühjahr 2012 gewann Romero stark an Popularität, was auf seine Produktion Toulouse zurückzuführen war. Diese prägte die Dirty-Dutch- sowie auch die zunehmend wachsende Big-Room-Szene. Zudem wurde sie zu einer der am längsten in den Beatport-Top-Ten verweilenden Singles. Zur Anerkennung seines Talents zählte ihn MTV zu einem der EDM-Künstler, die es im Jahr 2012 zu verfolgen galt. Ende April 2012 gab Nicky Romero auf seiner offiziellen Twitter-Seite den Launch seines eigenen Plattenlabels „Protocol Recordings“ bekannt. Zudem hatte er angekündigt, eine eigene Radioshow mit dem Namen „Protocol Radio Show“ zu starten. Der erste Release des Labels ist der Track „WTF!?“, den er gemeinsam mit dem niederländischen DJ ZROQ produziert hatte. Der Track wurde von Nicky Romero erstmals in seinem Set beim Ultra Music Festival öffentlich gespielt.
Gemeinsam mit David Guetta hielt er einen Residenz-Posten im Party-Hot-Spot auf Ibiza für den Sommer 2012. Ebenfalls mit Guetta veröffentlichte er das Lied Wild One Two, das unter dem Pseudonym Jack Back erschien. Der Titel stellt einen Remix der beiden zu Flo Ridas und Sias Wild Ones dar. Das Lied brachte Romero erstmals in die offiziellen Single-Charts von Deutschland, Österreich und Kanada. Ebenfalls mit Guetta brachte er später im Jahr 2012 den Big-Room-Track Metropolis heraus. Weitere Kollaborationen entstanden unter anderem mit Calvin Harris und Fedde Le Grand.
Im Oktober 2012 erhielt Nicky Romero eine DJ-Mag-Auszeichnung als „Highest New Entry“. Mit Skrillex und Dash Berlin bildet er damit einen der höchsten Einstiege aller Zeiten. Am 12. November 2012 veröffentlichte Romero gemeinsam mit dem australischen DJ-Duo Nervo das Lied Like Home, das sich ebenfalls zu einem großen Erfolg entwickelte und neben seiner Heimat, den Niederlanden, ebenfalls in Großbritannien und Schweden die Charts erreichte. Insbesondere eine Remix-Version von Dannic machte den Titel bekannt.
Im selben Jahr arbeitete er gemeinsam mit dem schwedischen DJ und Produzenten Avicii. Die Ankündigung einer gemeinsamen Single löste unter Fans großen Hype aus. Bereits weit vor Release wurde das Instrumental des Liedes von Avicii premiert und im Herbst 2012 folgte die Premiere der endgültigen Vocal-Version in Aviciis „Levels“-Podcast. Nach der Veröffentlichung am 26. Dezember 2012 mit Noonie Bao als Sängerin, entwickelte sich das Lied zu Nicky Romeros erstem weltweiten Erfolg. So stieg die Single auf Platz eins der britischen Single-Charts ein und erreichte weiterhin die Top Ten unter anderem in Australien, Schweden, Niederlanden und Tschechien.

### 2013: Ausweitung seines Musikbusiness’, erstes Studioalbum

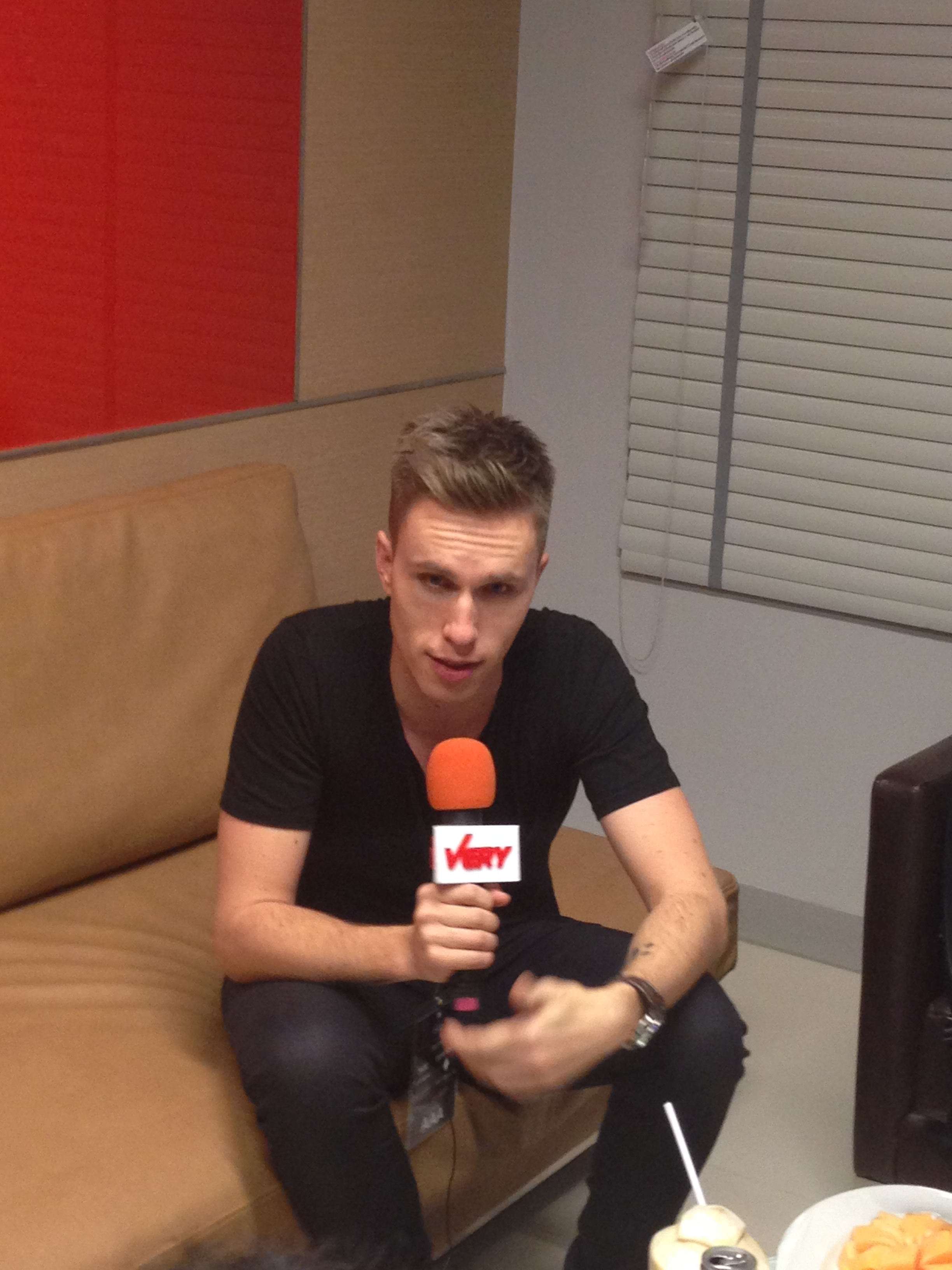
Nicky Romero während eines Interviews mit „VERY TV“

Im Anschluss an I Could Be The One und Still The Same Man mit Nilson und John Christian, veröffentlichte Nicky Romero im März 2013 seine lang erwartete Single Symphonica, die auf direktem Wege Platz eins der Beatport-Top-100 erreichte. Diese punktete insbesondere durch ihren klassischen Lead-Sound und aggressiven Electro-House-Drop. Seine nächste Veröffentlichung, eine Zusammenarbeit mit Krewella mit dem Titel Legacy, erreichte als nächster Titel Platz eins auf Beatport. Über Steve Angellos „Size Records“ erschien daraufhin der Titel SOTU, der in Zusammenarbeit mit Sunnery James und Ryan Marciano entstand. Neben seinen Residenz-Auftritten im Light in Las Vegas trat er ebenfalls erstmals auf großen Festivals, wie dem Ultra Music Festival, dem EDC Vegas oder auch dem Tomorrowland auf. Neben seinem Tomorrowland-Auftritt mit David Guetta und Afrojack sorgte auch seine per Google Glass interaktiv dargebotene
Performance bei der TomorrowWorld für Aufsehen. Im Oktober 2013 rückte Romero bis auf Nummer 7 der DJ-Mag-Charts vor. Er startete seinen wöchentlichen Radio-Podcast „Protocol-Records“, konzentrierte sich mehr auf sein Plattenlabel und ließ seine eigenen Produktionen außen vor, kehrte aber schließlich gegen Herbst 2014 mit dem Lied Feet On The Ground, das von Anouk gesungen wird, zurück. Parallel kündigte er an, an einem ersten Studioalbum zu arbeiten.
Neben seiner Musik ist er für verschiedene Arten von Benefiz-Projekten aktiv, wie zum Beispiel „10.000 Hours – People Planet Party“, mit dem Spielplätze für beeinträchtigte Kinder renoviert werden.

### 2014 bis 2016: Schritt zum Progressive House
Legacy bildete die Hintergrundmusik der Anpreisung der Rückkehr der australischen Soap-Opera Revenge. Diese Nachricht kursierte durch zahlreiche Medien und war letzten Endes der Auslöser für eine Platzierung auf Nummer 50 der offiziellen Single-Charts in Australien. Im August 2014 schloss Nicky eine Partnerschaft mit der EDM-Lifestyle-Marke Electro-Family, mit der er ein Armband entwarf, dessen gesamte Verkaufserlöse an die Organisation „Fuck Cancer“ gespendet wurden.
Im Oktober 2014 veröffentlichte er zusammen mit dem niederländischen DJ-Duo Vicetone und der Musikgruppe When We Are Wild das Lied Let Me Feel, das nicht wie seine ursprünglichen Singles einen aggressiven Electro-House-Stil aufwies, sondern viel mehr auf einem seichten Progressive-House-Stil basierte. Der Track konnte ebenfalls auf Platz eins der Beatport-Charts vorrücken und erhielt sowohl für Vocals als auch für die technischen Aspekte großes Lob. Ebenfalls im Oktober 2014 erreichte Nicky Romero Platz 8 in den DJ-Mag-Top-100 und war damit zum dritten Mal einer der hundert besten DJs.
Die ähnlichen Tracks Warriors mit Volt & State sowie Lighthouse folgten. Lighthouse wird von dem schottischen Singer-Songwriter Danny Shah gesungen und brachte Romero insbesondere im Airplay große Erfolge ein. Kurz darauf erschien das Lied Harmony, das gemeinsam mit Stadiumx produziert wurde, und führte ähnlich wie auch sein im April 2016 erschienener Track Novell seinen High-Energy-Progressive-Track fort. Dieser wurde von Release zu Release als technisch immer fortschrittlicher beschrieben. Nach einer Vocal-Version zu Novell, die in Zusammenarbeit mit Eric Lumiere entstand, arbeitete er mit Nile Rogers zusammen, woraus die Single Future Funk resultierte. Diese sowie auch der Track Ready to Rumble bildeten Romero auch wieder Grundlagen außerhalb des Progressive-House-Bereichs. Letzteres wies zudem auch Elemente seines Klassikers Toulouse auf.
Im Herbst 2015 verschlechterte sich sein Rang im DJ-Mag um 10 Plätze, und Nicky Romero landete somit auf Platz 18.

### 2017 bis 2019: Pop- und Future-Bass

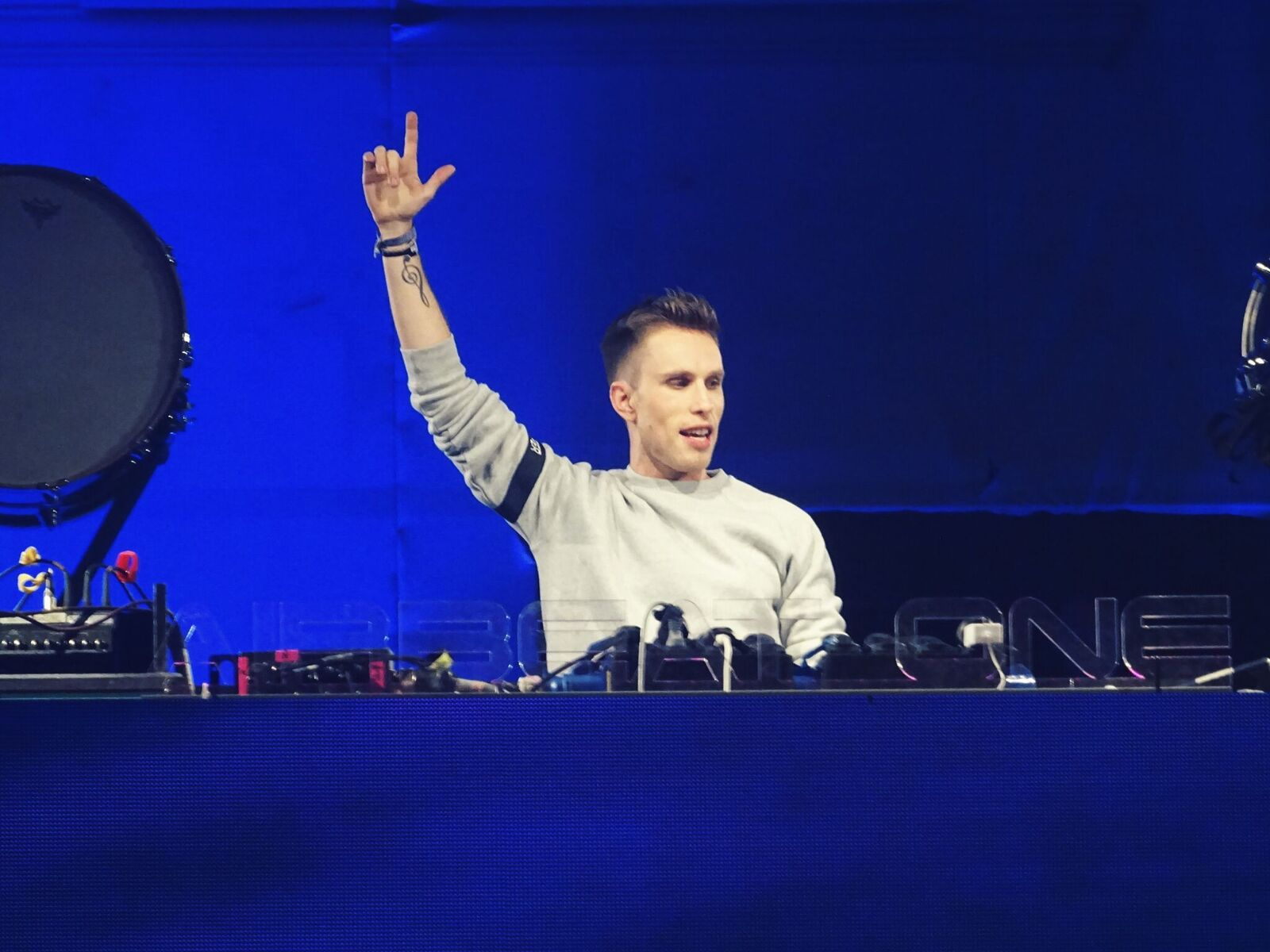
Nicky Romero live beim Airbeat One 2017

Nach der Electro-House-Single Iconic, die in Zusammenarbeit mit John Christian produziert wurde, konzentrierte er sich zum einen auf die Arbeit innerhalb seines Plattenlabels, indem er unter anderem andere als Editor der Veröffentlichungen in Erscheinung trat. In Zusammenarbeit mit dem US-amerikanischen Trio Cheat Codes entstand im Sommer 2017 die Single Sober, die ihm eine Platzierung in den US-amerikanischen Club- und Electronic-Charts einräumte. Später im Jahr 2018 erschien die Bass- und Dubhouse-Produktion Only For Your Love, die Romero gemeinsam mit Florian Picasso in Erscheinung brachte.
Nach der kommerziellen Single Sober aus 2017, arbeitete er im Folgejahr mit der Sängerin Rozes zusammen, woraus der Track Where Would We Be resultierte. Diese entsprach einem Future-Bass-Stil. In einem ähnlichen Gewand kam im Sommer 2018 das Lied Me On You mit dem britischen Sänger Taio Cruz auf den Markt. Parallel erschien aber auch mehrere elektronische Singles, darunter Duality und Here We Go (Hey Boy, Hey Girl) mit Dimitri Vegas & Like Mike. Im Spätsommer 2018 veröffentlichte er den Song Be Somebody, der in Zusammenarbeit mit dem US-amerikanischen DJ Steve Aoki und Sängerin Kiiara entstand. Der Track war Teil von Aokis Studioalbum Neon Future III.
Ende des Jahres 2018 folgten das Lied Paradise mit dem deutschen Produzenten Deniz Koyu und der kanadische Indie-Rock-Band Walk Off the Earth und der Progressive-House-Song Bittersweet mit Trilane & Kokaholla und Sänger Quarterback. Mit der Single My Way, die Vocals von der Sängerin Alice Berg enthält, wurde auch eine weitere kommerzielle Single auf den Markt gebracht. 
2019 erschien der Future-Bass-Song Distance, der zusammen mit der US-amerikanischen Schauspielerin und Sängerin Olivia Holt entstand. Das Electro-House-Lied Ring the Alarm, das im Vorjahr premiert wurde, produzierte er gemeinsam mit David Guetta. Es wurde im Februar 2019 veröffentlicht. Der Song Deep Dark Jungle folgte im März 2019 und bildet Romeros erstes Psytrance-Release. Unterstützt wurde er dabei vom DJ-Duo Teamworx.

### Arbeit als Produzent
Zusätzlich zu seinen eigenen Projekten ist Nicky Romero ebenfalls als Produzent für andere Musiker aktiv. So produzierte er das Lied Right Now für Rihanna und David Guetta, das am 28. Mai 2013 als Single veröffentlicht wurde. Zudem produzierte er gemeinsam mit David Guetta und Will.i.am dessen Kollaboration mit Britney Spears It Should Be Easy, in der seine klassische Toulouse-Melodie wieder aufgriffen wurde. 2014 produzierte Romero ebenfalls die Album-Version zu David Guettas und Sias Titel Bang My Head sowie auch No Money No Love für David Guettas Studioalbum Listen, die in Zusammenarbeit mit Showtek entstand. Außerdem koproduzierte er Dragon Night von Sekai no Owaris zweites Studioalbum Tree.

## Diskografie

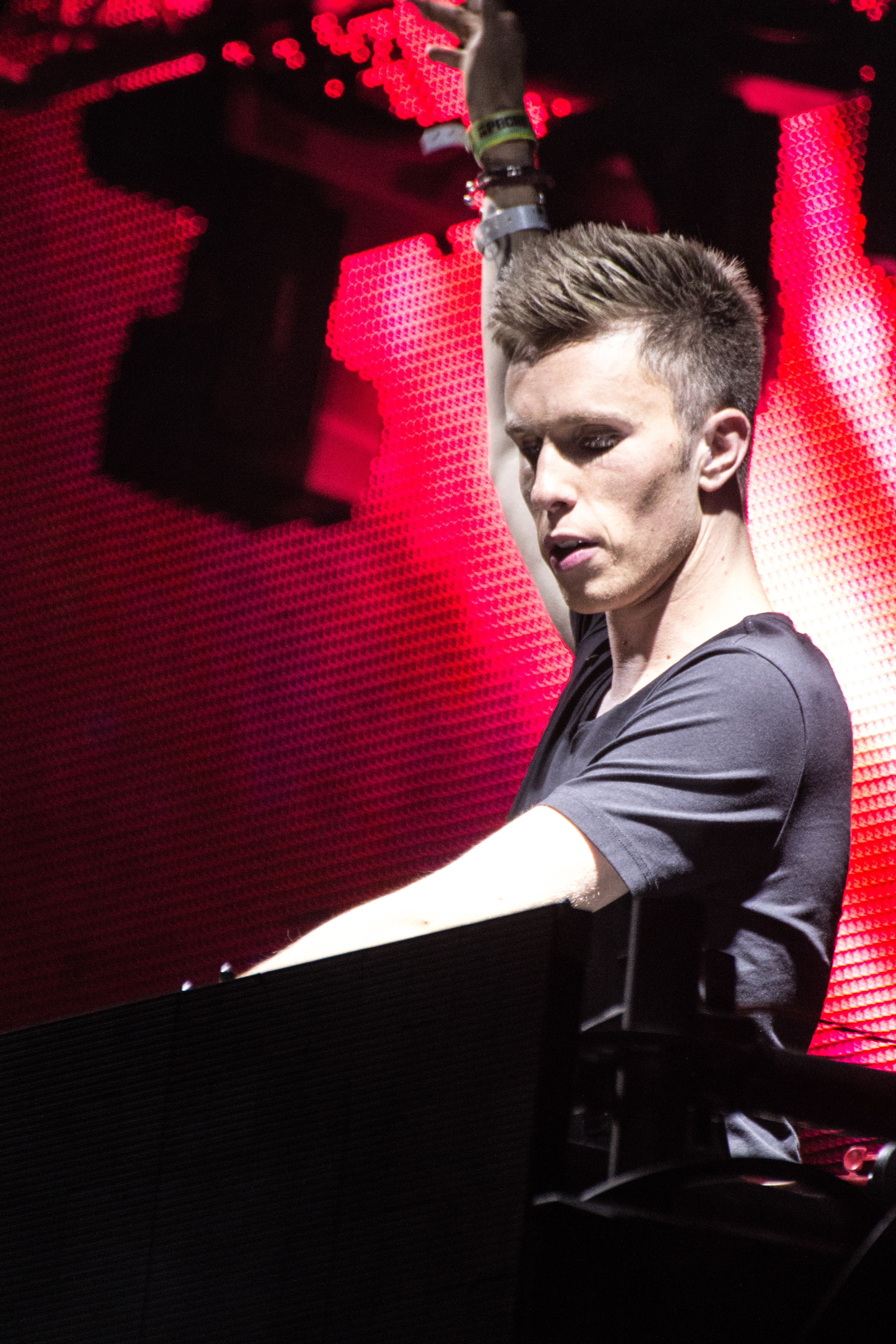
Nicky Romero beim Electric Love Festival 2013

### Singles
| Jahr | Titel Album          | Höchstplatzierung, Gesamtwochen, AuszeichnungChartplatzierungen (Jahr, Titel, Album, Platzierungen, Wochen, Auszeichnungen, Anmerkungen) | Höchstplatzierung, Gesamtwochen, AuszeichnungChartplatzierungen (Jahr, Titel, Album, Platzierungen, Wochen, Auszeichnungen, Anmerkungen) | Höchstplatzierung, Gesamtwochen, AuszeichnungChartplatzierungen (Jahr, Titel, Album, Platzierungen, Wochen, Auszeichnungen, Anmerkungen) | Höchstplatzierung, Gesamtwochen, AuszeichnungChartplatzierungen (Jahr, Titel, Album, Platzierungen, Wochen, Auszeichnungen, Anmerkungen) | Höchstplatzierung, Gesamtwochen, AuszeichnungChartplatzierungen (Jahr, Titel, Album, Platzierungen, Wochen, Auszeichnungen, Anmerkungen) | Höchstplatzierung, Gesamtwochen, AuszeichnungChartplatzierungen (Jahr, Titel, Album, Platzierungen, Wochen, Auszeichnungen, Anmerkungen) | Anmerkungen                                                                            |
| Jahr | Titel Album          | NL | DE | AT | CH | UK | US | Anmerkungen                                                                            |
| ---- | -------------------- | --- | --- | --- | --- | --- | --- | -------------------------------------------------------------------------------------- |
| 2012 | Wild One Two –       | — | DE65 (3 Wo.)DE | AT43 (2 Wo.)AT | — | — | — | Erstveröffentlichung: 14. Februar 2012 mit David Guetta & Sia                          |
| 2012 | Like Home –          | NL— ×2DoppelplatinNL | — | — | — | UK33 (3 Wo.)UK | — | Erstveröffentlichung: 12. November 2012 Verkäufe: + 40.000; mit Nervo                  |
| 2012 | I Could Be the One – | NL7 (18 Wo.)NL | DE37 Gold · (26 Wo.)DE | AT15 (25 Wo.)AT | CH26 (20 Wo.)CH | UK1 Platin · (28 Wo.)UK | US— PlatinUS | Erstveröffentlichung: 26. Dezember 2012 Verkäufe: + 800.000; mit Avicii und Noonie Bao |

Weitere Singles
- 2008: Globe
- 2009: Ducktale
- 2009: It’s Me Bitches
- 2009: Woods of Idaho
- 2009: Konichiwa Bitches! (mit Kenneth G)
- 2009: Can U Feel It (mit Nilson)
- 2010: My Friend
- 2010: Assigned / Pixelized
- 2010: When Love Calls (mit Basto!)
- 2010: Switched
- 2010: Growl
- 2010: Solar
- 2010: Play ’N Stop
- 2011: Sliced (mit Bingo Players)
- 2011: Keyword
- 2011: Schizophrenic (mit Mitch Crown)
- 2011: Bootcamp (mit Apster)
- 2011: Camorra
- 2011: Beta (mit Hardwell)
- 2011: Toulouse (NL: Gold)
- 2012: Gift EP (mit Fedde Le Grand)
- 2012: Generation 303
- 2012: Se7en
- 2012: Metropolis (mit David Guetta)
- 2012: WTF!? (mit ZROQ)
- 2012: Sparks (Turn Off Your Mind) (mit Fedde Le Grand & Matthew Koma)
- 2012: Iron (mit Calvin Harris, NL: Gold)
- 2013: Still The Same Man (mit Nilson & John Christian)
- 2013: Symphonica (NL: Gold)
- 2013: Legacy (Save My Life) (vs. Krewella)
- 2013: Sounds Of The Underground (mit Sunnery James & Ryan Marciano)
- 2013: Rip It Up (Nicky Romero Edit; mit R3hab, Lucky Date)
- 2014: Feet On The Ground (mit Anouk)
- 2014: Next Level (Nicky Romero Edit; mit John Christian)
- 2014: Let Me Feel (mit Vicetone feat. When We Are Wild)
- 2015: Warriors (mit Volt & State)
- 2015: Heartbeat (Nicky Romero Edit; mit Magnificence, Alec Maire feat. Brooke Forman)
- 2015: Lighthouse (feat. Danny Shah)
- 2015: Harmony (mit Stadiumx)
- 2016: Future Funk (mit Nile Rodgers)
- 2016: Novell
- 2016: The Moment (Novell) (mit Eric Lumiere)
- 2016: Ready 2 Rumble
- 2016: Take Me (feat. Colton Avery)
- 2016: Crossroads (mit Navarra)
- 2017: Iconic (mit John Christian)
- 2017: Miss Out (Nicky Romero Edit) (mit Trilane and Yaro feat. Max Landry)
- 2017: Sober (mit Cheat Codes)
- 2017: Love (Nicky Romero Edit) (mit SWACQ)
- 2017: Champion Sound (mit Teamworx)
- 2017: Only For Your Love (mit Florian Picasso)
- 2018: Prtcl (feat. Spyder)
- 2018: Where Would We Be (mit Rozes)
- 2018: Duality
- 2018: Here We Go (Hey Boy, Hey Girl) (mit Dimitri Vegas & Like Mike)
- 2018: Me On You (mit Taio Cruz)
- 2018: Rise (mit Stadiumx feat. Matluck)
- 2018: Be Somebody (mit Steve Aoki feat. Kiiara)
- 2018: Paradise (mit Deniz Koyu feat. Walk Off the Earth)
- 2018: Bittersweet (mit Trilane & Kokaholla feat. Quarterback)
- 2018: My Way (feat. Alice Berg)
- 2019: Distance (mit Olivia Holt)
- 2019: Ring the Alarm (mit David Guetta)
- 2019: Deep Dark Jungle (mit Teamworx)
- 2019: Dynamite (mit Mike Williams & Amba Shepherd)
- 2020: I See
- 2020: Stay
- 2020: Falling (mit Timmy Trumpet)
- 2020: Destiny (mit Deniz Koyu & Alexander Tidebrink)
- 2020: Techno (Nicky Romero Edit)
- 2020: Burning (mit Jordan Grace)
- 2020: I Need You to Know (mit Armin van Buuren & Ifimay)
- 2020: Toulouse (2020 Edit)
- 2020: Only For You (mit Sick Individuals & XIRA)
- 2020: Nights With You
- 2021: Into The Light (mit Timmo Hendriks & David Shane)
- 2021: Back To You
- 2021: You Used To
- 2021: World Through Your Eyes (mit Teamworx & Joseph Feinstein)

### Remixe (Auswahl)
- 2009: Sidney Samson & Tony Cha Cha – Get on the Floor
- 2009: DJ Jean – Play That Beat
- 2009: David Guetta – When Love Takes Over (Nicky Romero Bootleg)
- 2010: Ian Carey feat. Michelle Shellers – Keep on Rising
- 2010: Hardwell & Funkadelic – Get Down Girl
- 2010: Mischa Daniels feat. J-Son – Where You Wanna Go
- 2010: Housequake – People Are People
- 2010: Fedde Le Grand feat. Mitch Crown – Rockin’ High
- 2010: Kylie Minogue – All the Lovers
- 2010: Ned Shepard – Chromatic
- 2010: Green Velvet – Flash
- 2011: Taio Cruz – Dynamite (Nicky Romero Bootleg)
- 2011: Usher – More (Nicky Romero Bootleg)
- 2011: Abel Ramos feat. Rozalla – Where Is the Love
- 2011: Tanja La Croix feat. Andy P – Hard to Handle
- 2011: Flo Rida – Turn Around (5,4,3,2,1)
- 2011: Housequake feat. Michele David – Out of the Dark
- 2011: David Guetta feat. Flo Rida & Nicki Minaj – Where Them Girls At
- 2011: Enrique Iglesias feat. Lil Wayne & Usher – Dirty Dancer
- 2011: Sidney Samson vs. Tara McDonald – Dynamite
- 2011: Junkie XL – Molly’s E
- 2011: David Guetta feat. Usher – Without You
- 2011: Erick Morillo & Eddie Thoneick feat. Shawnee Taylor – Stronger
- 2011: David Guetta feat. Sia – Titanium
- 2012: Kelly Clarkson – What Doesn’t Kill You (Stronger)
- 2012: Madonna feat. Nicki Minaj & M.I.A. – Give Me All Your Luvin’
- 2012: Eva Simons – I Don’t Like You
- 2012: Mark Maitland & James Oliver – Point Blank’
- 2013: Ludacris feat. David Guetta & Usher – Rest Of My Life
- 2013: Calvin Harris feat. Ellie Goulding – I Need Your Love
- 2013: R3hab & Lucky Date – Rip It Up (Nicky Romero Edit)
- 2013: Zedd feat. Hayley Williams – Stay the Night (Nicky Romero Remix)
- 2014: John Christian – Next Level (Nicky Romero Edit)
- 2014: Cygnus X – Superstring (Nicky Romero Remix)
- 2015: Magnificence & Alec Maire feat. Brooke Forman – Heartbeat (Nicky Romero Edit)
- 2020: Robin Schulz feat. Alida – In Your Eyes (Nicky Romero Remix)[13]